# Windle (motorfiets)
Windle was een Britse fabrikant van wegrace-zijspancombinaties. Het bedrijf werd opgericht door Terry Windle.

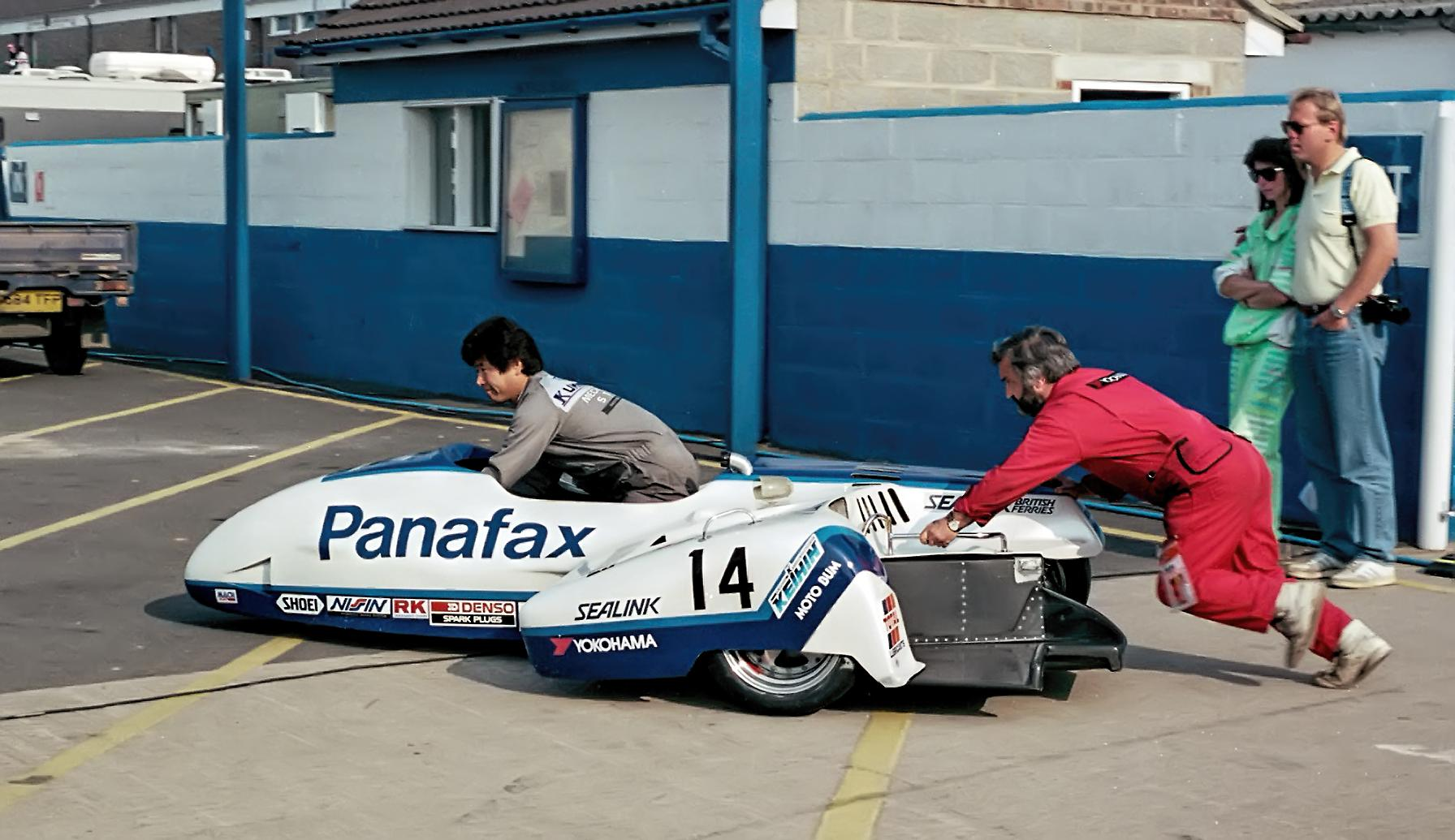
Windle-zijspancombinatie van Yoshisada Kumagaya uit 1989

Men leverde monocoque combinaties voor de Sidecar Formula 1 en buizenframes voor de Sidecar Formula 2. De Windle-chassis werden ook gebruikt in het wereldkampioenschap wegrace. In 2009 ging Terry Windle met pensioen, maar de naam werd later gebruikt door D&D Sidecars dat buizenframes voor de Sidecar Formula 2 maakte. 

## Wereldtitels
- 1977: George O'Dell/Kenny Arthur/Cliff Holland - Windle-Yamaha TZ 500
- 1980: Jock Taylor/Benga Johansson - Windle-Yamaha TZ 500
- 1995: Darren Dixon/Andy Hetherington - Windle-ADM
- 1996: Darren Dixon/Andy Hetherington - Windle-ADM
- 2002: Steve Abbott/Jamie Biggs - Windle-Yamaha FZR 1000 Exup